# جيراردو روميرو
جيراردو روميرو (بالإسبانية: Gerardo Romero)‏ (1906 – تاريخ الوفاة غير معلوم) لاعب كرة قدم باراغواياني راحل كان يجيد اللعب في خط الهجوم .
لعب طوال مسيرته الرياضية في نادي ليبيرتاد . شارك مع منتخب الباراغواي في بطولة كأس العالم 1930 في الأوروغواي .

## روابط خارجية
- جيراردو روميرو على موقع الاتحاد الدولي (مؤرشف)  (الإنجليزية)
- جيراردو روميرو على موقع قاعدة بيانات كرة القدم.إي يو (الإنجليزية)
- جيراردو روميرو على موقع ناشيونال فوتبول تيمز (الإنجليزية)
- جيراردو روميرو على موقع Soccerway.com (الإنجليزية)
- جيراردو روميرو على موقع عالم كرة القدم.نت (الإنجليزية)